# 後埃格山
47°22′21″N 7°42′39″E / 47.37253°N 7.71084°E

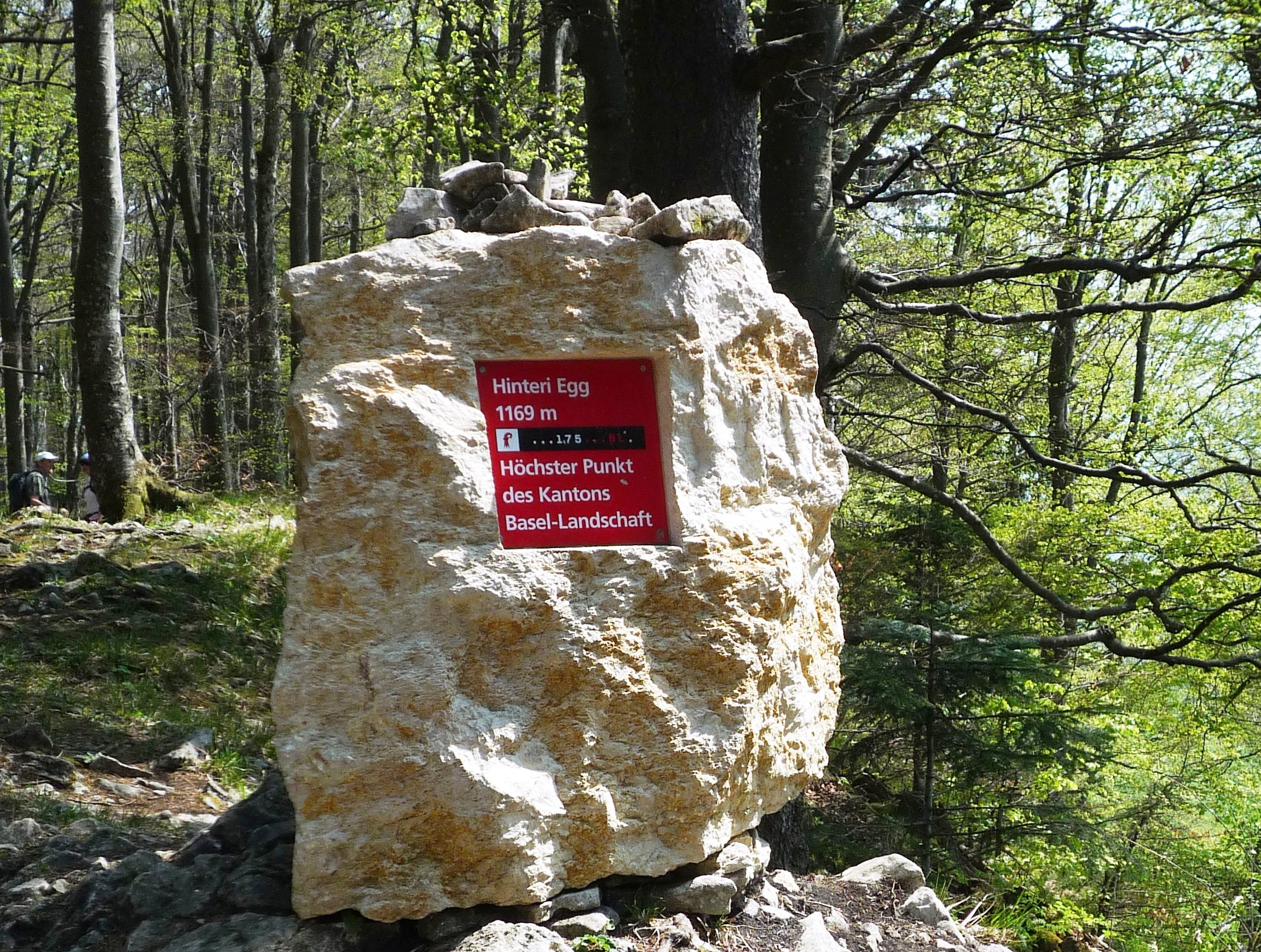

後埃格山（德語：Hinteri Egg），是瑞士的山峰，位於該西北部，由巴澤爾鄉村州負責管轄，屬於汝拉山的一部分，處於瓦爾登堡，該山峰海拔高度1,169米。